# Mjølner
Mjølner er Thors hammer i nordisk mytologi. Den er smedet af to dværge – Sindre smedede, mens Brokk holdt blæsebælgen i gang.

## Hammer og torden
Mjølner er det mægtigste våben i Asgård. Hammeren rammer altid, hvad den bliver kastet efter. Den rammer med en vældig kraft og vender altid tilbage til den hånd, der kaster den. Thor var nødt til at få smedet en kraftig handske, Iarngreiper, for at kunne gribe den. Selvom hammeren er et mægtigt våben, fylder den ikke alverden. Den kan skifte størrelse og gemmes i den mindste lomme, hvis det skulle blive nødvendigt.
Mjølner er Thors kæreste eje. Når han svinger den, giver det et ordentligt brag, og lyn og gnister står omkring ham. Sådan forklarer norrøn mytologi fænomenet torden, der også har fået navn efter Thor.
Mjølner blev smedet i forbindelse med Lokes væddemål med dværgene.
Thor har en enkelt gang mistet Mjølner, da den blev stjålet af jætten Trym. Thor var nødt til at klæde sig ud som Freja og drage af sted som kvinde for at få den narret fra ham igen. Historien kaldes for "Thors brudefærd".

## Torshammeren
De mest udbredte amuletter i Norden er nok vikingetidens velkendte torshammere, opkaldt efter guden. Der har været tvivl om, hvorvidt de nu også forestiller hammere, fordi skaftet er for kort, og hovedet er symmetrisk. Det kan dog i dag anses som bevist, efter at amatørarkæologen Torben Christjansen i 2014 fandt en torshammer ved Købelev på Lolland. Genstanden er støbt i bronze med rester af forsølvning eller fortinning, samt forgyldning. Der er gennem årene fundet omkring 1.000 torshammere spredt i Skandinavien, Storbritannien, Rusland og de baltiske lande - i Norge dog kun tretten i alt  - men torshammeren fra Købelev – omkring 2,5 cm høj - er den første, som er fundet med runeskrift, og den lyder: hmar x is (= hammer er). På mundret, moderne dansk: "Dette er en hammer", med det lille kryds som skilletegn mellem de to ord. Runeristeren har glemt eller udeladt det første a i ordet "hammer", og han har spejlvendt s-runen. I 2018 forlød det, at torshammeren fra Købelev skulle få sit eget frimærke.
Torshammeren som smykke hang med hovedet nedad. Denne "omvendte" stilling svarer til den, der ses langt ned i middelalderen ved hængesmykker som brakteater og mønter, idet figurerne hænger med hovedet ned, men for den, der bar smykket, på rette led, når han så ned på det. Om hammertegnet blev båret også af kvinder, er uvist, da torshammere ikke er fundet i grave, men mere som nedgravede skatte.